# Clouange
Clouange là một xã trong vùng Grand Est, thuộc tỉnh Moselle, quận Thionville-Ouest, tổng Moyeuvre-Grande. Tọa độ địa lý của xã là 49° 15' vĩ độ bắc, 06° 05' kinh độ đông. Clouange nằm trên độ cao trung bình là 200 mét trên mực nước biển, có điểm thấp nhất là 164 mét và điểm cao nhất là 327 mét. Xã có diện tích 3,01 km², dân số vào thời điểm 1999 là 3643 người; mật độ dân số là 1210 người/km².

## Thông tin nhân khẩu
| 1962  | 1968  | 1975  | 1982  | 1990  | 1999  |
| ----- | ----- | ----- | ----- | ----- | ----- |
| 3.454 | 4.678 | 4.120 | 4.321 | 3.713 | 3.643 |